# Bonnevaux (Doubs)
Bonnevaux és un municipi francès situat al departament del Doubs i a la regió de Borgonya - Franc Comtat. L'any 2007 tenia 303 habitants.

## Demografia

### Població
El 2007 la població de fet de Bonnevaux era de 303 persones. Hi havia 120 famílies de les quals 28 eren unipersonals (14 homes vivint sols i 14 dones vivint soles), 32 parelles sense fills, 46 parelles amb fills i 14 famílies monoparentals amb fills.
La població ha evolucionat segons el següent gràfic:
Habitants censats

### Habitatges
El 2007 hi havia 153 habitatges, 117 eren l'habitatge principal de la família, 31 eren segones residències i 4 estaven desocupats. 130 eren cases i 23 eren apartaments. Dels 117 habitatges principals, 95 estaven ocupats pels seus propietaris, 20 estaven llogats i ocupats pels llogaters i 3 estaven cedits a títol gratuït; 2 tenien dues cambres, 11 en tenien tres, 26 en tenien quatre i 78 en tenien cinc o més. 101 habitatges disposaven pel capbaix d'una plaça de pàrquing. A 43 habitatges hi havia un automòbil i a 65 n'hi havia dos o més.

### Piràmide de població
La piràmide de població per edats i sexe el 2009 era:
| Homes | Edats   | Dones |
| ----- | ------- | ----- |
| 0     | 95 o +  | 0     |
| 0     | 90 a 94 | 0     |
| 0     | 85 a 89 | 4     |
| 0     | 80 a 84 | 12    |
| 4     | 75 a 79 | 8     |
| 8     | 70 a 74 | 4     |
| 12    | 65 a 69 | 0     |
| 4     | 60 a 64 | 4     |
| 4     | 55 a 59 | 12    |
| 16    | 50 a 54 | 0     |
| 8     | 45 a 49 | 20    |
| 24    | 40 a 44 | 16    |
| 4     | 35 a 39 | 12    |
| 8     | 30 a 34 | 4     |
| 4     | 25 a 29 | 4     |
| 12    | 20 a 24 | 4     |
| 12    | 15 a 19 | 4     |
| 12    | 10 a 14 | 24    |
| 4     | 5 a 9   | 4     |
| 8     | 0 a 4   | 4     |

## Economia
El 2007 la població en edat de treballar era de 184 persones, 147 eren actives i 37 eren inactives. De les 147 persones actives 137 estaven ocupades (77 homes i 60 dones) i 11 estaven aturades (3 homes i 8 dones). De les 37 persones inactives 10 estaven jubilades, 13 estaven estudiant i 14 estaven classificades com a «altres inactius».

### Ingressos
El 2009 a Bonnevaux hi havia 131 unitats fiscals que integraven 364,5 persones, la mediana anual d'ingressos fiscals per persona era de 19.007 €.

### Activitats econòmiques
Dels 7 establiments que hi havia el 2007, 1 era d'una empresa de construcció, 2 d'empreses de transport, 3 d'empreses d'hostatgeria i restauració i 1 d'una empresa immobiliària.
Dels 4 establiments de servei als particulars que hi havia el 2009, 1 era un electricista i 3 restaurants.
L'any 2000 a Bonnevaux hi havia 8 explotacions agrícoles.

## Poblacions més properes
El següent diagrama mostra les poblacions més properes.